# یک به‌علاوه یک
یک به علاوه یک (به انگلیسی: One Plus One) یا همدردی با شیطان (به انگلیسی: Sympathy for the Devil) فیلم مستندی است ساخته ژان-لوک گدار محصول سال ۱۹۶۸. این فیلم گروه موسیقی راک رولینگ استونز را در حال کار روی ترانه همدردی با شیطان به تصویر می‌کشد. این فیلم اولین فیلم انگلیسی‌زبان گدار است.

## درباره فیلم
- فیلم یک به علاوه یک اندک زمانی پس از شورشمه ۱۹۶۸ در پاریس و درست همزمان با شورش ژوئن ۱۹۶۸ در لندن فیلم‌برداری شده است. فیلم، متشکل از پلان‌هایی طولانی از گروه رولینگ استونز است که ترانه همدردی با شیطان را در استودیوی المپیک در لندن تمرین می‌کنند. ۴۰ دقیقه از فیلم به تمرین گروه اختصاص داده شده است. بقیه فیلم بی آنکه ارتباط روایی مشخصی با بخش مذکور داشته باشد، صحنه‌هایی سیاسی/شاعرانه از اوج گرفتن روحیه انقلابی، قدرت گرفتن مبارزان سیاه‌پوست، مصاحبه‌ای تلویزیونی با زنی به نام ایو دموکراسی، گرافیتی‌هایی که زن در خیابان‌های لندن نقاشی می‌کند و روخوانی از کتاب نبرد من آدولف هیتلر در یک کتاب‌فروشی پورنوگرافی است.[۲]
- یک به علاوه یک روابط اعضای گروه رولینگ استونز در آن زمان را به خوبی بازمی‌نمایاند. برایان جونز که اندکی بعد از گروه اخراج شد، جدا از دیگران است. در صحنه‌ای از فیلم پشت به دوربین دارد در حالی که بقیه اعضای گروه رو به دوربین قرار گرفته‌اند. در بسیاری از جلسات تمرین حضور ندارد و حتی آن طور که از ساوندترک کار برمی‌آید، گیتار آکوستیکی که او می‌نوازد همراه گروه ضبط نشده است. میان میک جگر و کیت ریچاردز رابطه رقابت و همکاری برقرار است. بقیه اعضای گروه در تصمیم‌گیری‌ها نقشی ندارند.[۳]
- در طول مدت فیلم‌برداری حوادثی رخ داد که کار ساختن فیلم را با دشواری‌هایی مواجه کرد: شورش‌های مه ۱۹۶۸، دستگیری برایان جونز به دلیل همراه داشتن مواد مخدر، دستگیری ترنس استمپ که قرار بود در این فیلم بازی کند، آتش گرفتن استودیوی رولینگ استونز.[۴]
- ایان کواریه، تهیه‌کننده فیلم، نامی را که گدار برای فیلم انتخاب کرده بود، بدون مشورت با کارگردان به نام تجاری‌تر همدردی با شیطان تغییر داد و به حلقه آخر فیلم نسخه کامل ترانه را اضافه کرد. گدار خشمگین، در جواب، مشتی حواله صورت کواریه کرد.[۵]
- این فیلم که از سوی منتقدان با انتقادات فراوانی مواجه شد، اقبال کار کردن با فیلم ۳۵ میلی‌متری را تا مدت زیادی از گدار گرفت. اما گدار که کار کردن با فیلم ۱۶ میلی‌متری و تجهیزات ارزانش را به معنایی رهایی از دخالت تهیه‌کنندگان، قراردادهای سینمای تجاری و انتظارات کلیشه‌ای مخاطب می‌دانست، آمادگی پذیرش این محدودیت را داشت.[۶]